# 27-я горнопехотная бригада
27-я горнопехотная бригада (фр. 27e brigade d’infanterie de montagne (27e BIM)) — тактическое горное соединение (формирование) сухопутных войск Франции.

## История
Была создана в 1999 году путём преобразования 27-й горнопехотной дивизии (27e division d'infanterie de montagne (27e DIM)). 27-я горнопехотная бригада является наследником традиций 27-й альпийской дивизии, созданной в 1944 году.

## Командиры
- 1944 — Жан Вайет д’Осия (Jean Vallette d’Osia)
- 1945 — Моль (Molle)
- — Жан Вайет д’Осия (Jean Vallette d’Osia)
- 1958 — Жак Фор (Jacques Faure)
- 1961 — Жан Симон (Jean Simon)
- 1962 — Ален Ле Рэй (Alain Le Ray)
- 1976 — Тено (Thenoz)
- … — Лоренс (Laurens)
- 1980—1982 — Албан Барте (Alban Barthez)
- 1982—1984 — Макс Гайяр (Max Gaillard)
- 1986—1988 — Жерар д’Обер де Пейрелонг (Gérard d’Auber de Peyrelongue
- 1988—1990 — Гуй Жиро (Guy Giraud)
- 1990—1993 — Жан Бассере (Jean Bassères)
- 1993—1995 — Мэйер (Meyer)
- 1995—1997 — Глеварек (Glevarec)
- 1997—1999 — Алламан (Allamand)
- 1999—2001 — Субле (Sublet (первый командир формирования с момента преобразования в бригаду)
- 2001—2003 — Жан-Марк д Жули (Jean—Marc d Giuli)
- 2003—2005 — Мишель Клейн (Michel Klein)
- 2005—2005 — Рено де Малоссен (Renaud de Malaussène)
- 2005—2006 — де Пуйбуск (de Puybusque)
- 2006—2008 — Марк Фуко (Marc Foucaud)
- 2008—2010 — Марсель Друар (Marcel Druart)
- 2010—2012 — Эрве Ваттекамп (Hervé Wattecamps)
- 2012—2014 — Бенуа Уссай (Benoit Houssay)
- 2014—…. — Эрве Бизоль (Hervé Bizeul)

## Организация
2016 год
- Штаб бригады
- 7-й альпийский шассёрский батальон (7e bataillon de chasseurs alpins (7e BCA)), Варс-Альер-э-Риссе, регион Овернь — Рона — Альпы,

Оснащение: 20-мм пушки 53T2 (Tarasque) на грузовиках TRM 2000, 81-мм миномёты, ПТРК ERYX, MILAN, двухсекционный вездеход VHM, бронетранспортёры VAB, PVP, грузовик Renault TRM 2000.
- 13-й альпийский шассёрский батальон (13e bataillon de chasseurs alpins (13e BCA)), Сент-Альбан-Лес, регион Овернь — Рона — Альпы,

Оснащение: VHM и VAB.
- 27-й альпийский шассёрский батальон (27e bataillon de chasseurs alpins (27e BCA)), Кран-Жеврие, регион Овернь — Рона — Альпы,

Оснащение: VHM, PVP и VAB.
- 4-й шассёрский полк (4e régiment de chasseurs (4e RC)), Гап, регион Прованс — Альпы — Лазурный Берег,

Оснащение: БМТВ AMX-10RC, бронетранспортёры VAB, 16 бронеавтомобилей VBL, 6 вертолётов Aérospatiale Gazelle.
- 93-й горноартиллерийский полк (93e régiment d’artillerie de montagne (93e RAM)), Варс-Альер-э-Риссе, регион Овернь — Рона — Альпы,

Оснащение: CAESAR, 120-мм миномёт RTF1 и ПЗРК Мистраль.
- 2-й иностранный инженерный полк (2e régiment étranger de génie (2e REG)), Сен-Кристоль, регион Прованс — Альпы — Лазурный Берег[7]
- 27-я горная рота связи(27e compagnie de commandement et de transmissions de montagne (27e CCTM)), Варс-Альер-э-Риссе, регион Овернь — Рона — Альпы
- Гапский учебный центр (Centre de formation initiale des militaires du rang de Gap (CFIM Gap)), Гап, регион Прованс — Альпы — Лазурный Берег
- Военная школа горной подготовки (École militaire de haute montagne (EMHM)), Шамони-Мон-Блан, регион Овернь — Рона — Альпы
- Центр изучения методов выживания в горах (Groupement d’aguerrissement en montagne (GAM)), Модан, регион Овернь — Рона — Альпы